# Shane Gould
Shane Gould, född 23 november 1956 i Sydney, är en australisk simmare. 18 månader gammal flyttade hon med sin familj till Fiji.

## Sommar-OS 1972

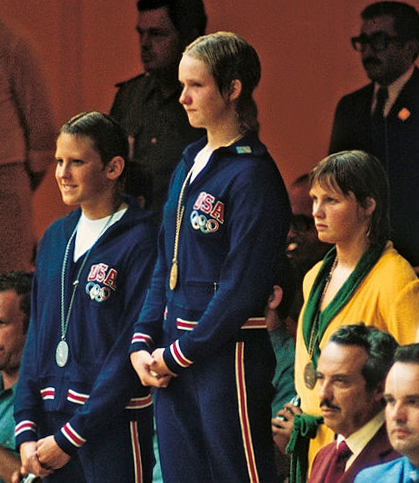
Gould (till höger), Sandra Neilson (vänster) and Shirley Babashoff (i mitten) vid prisutdelningen efter 100 meter fristil i OS i München 1972.

I Sommar-OS 1972 i München slog hon igenom internationellt som femtonåring genom att ta tre guld, på distanserna 200 m medley, 200 m frisim och 400 m frisim, samtliga distanser på världsrekordtider. Hon blev den första kvinnliga simmare som tog tre OS-guld med världsrekord i samtliga finaler. Dessutom tog hon silver på 800 m frisim och brons på 100 m frisim.
Gould blev 1973 första kvinna att simma under 17 minuter på 1 500 meter med tiden 15:56,9.
Hon är den enda simmare, manlig som kvinnlig, som samtidigt haft världsrekord på samtliga frisimsdistanser, från 100 meter till 1500 meter.

## Efter OS
Shane Gould kom tillbaka till Australien som en storstjärna. Det var svårt för en tonåring att leva med all uppståndelse och året efter, 1973, slutade hon med tävlingssimning, 16 år gammal. Istället satsade hon på en alternativ livsstil i västra Australien och gifte sig med Neil Innes som 18-åring. De fick fyra barn under åren 1978-1983. Efter 22 års äktenskap skildes de.

## Senare tid
Gould släppte sin självbiografi "Tumble Turns" 1999 och ytterligare en bok, "Fit for 50+", 2004.
Shane Gould lever numera i Margaret River i Western Australia. Hon är föreläsare, författare, simkommentator och tränare.
Vid invigningen av Sommar-OS 2000 i födelsestaden Sydney deltog hon, tillsammans med flera andra kvinnliga OS-guldmedaljörer, i fackelstafetten i Olympiastadion.